# Ritterkanton Steigerwald

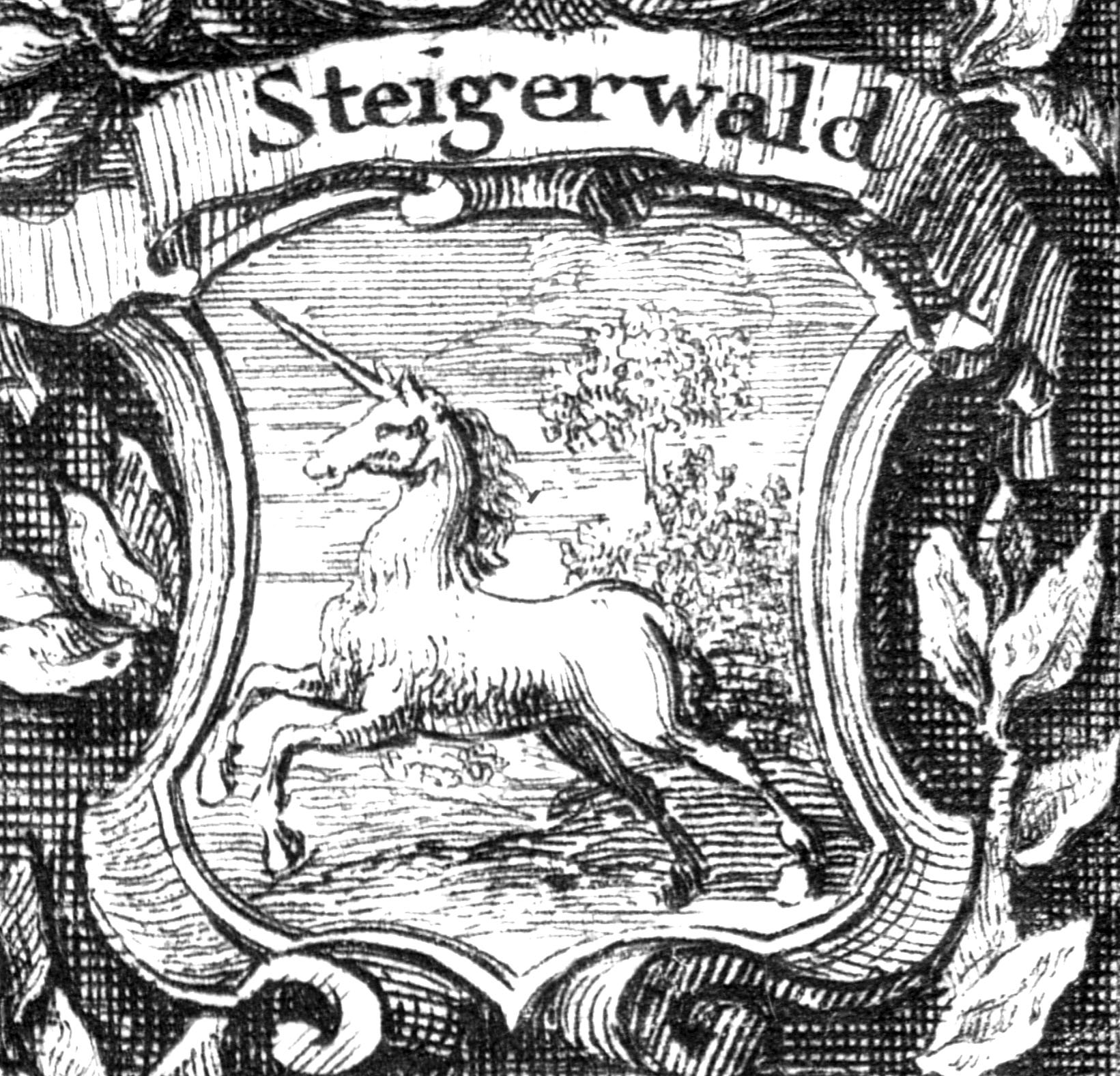
Codex diplomaticus equestris cum continuatione, oder Reichs-Ritter-Archiv, 1721

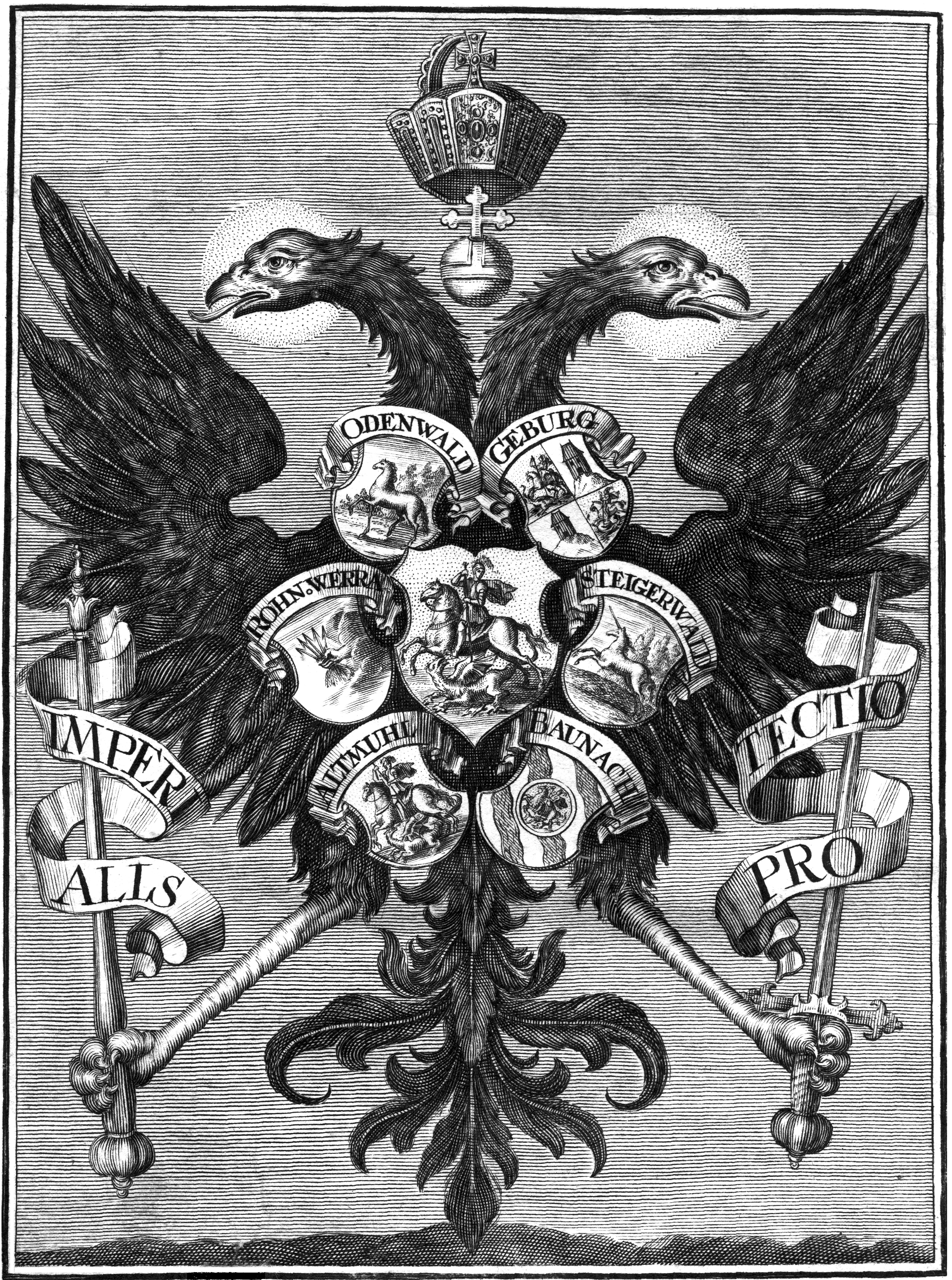
Des heiligen Römischen Reichs ohnmittelbahr = Freyer Ritterschafft Der Sechs Ort in Francken, 1720

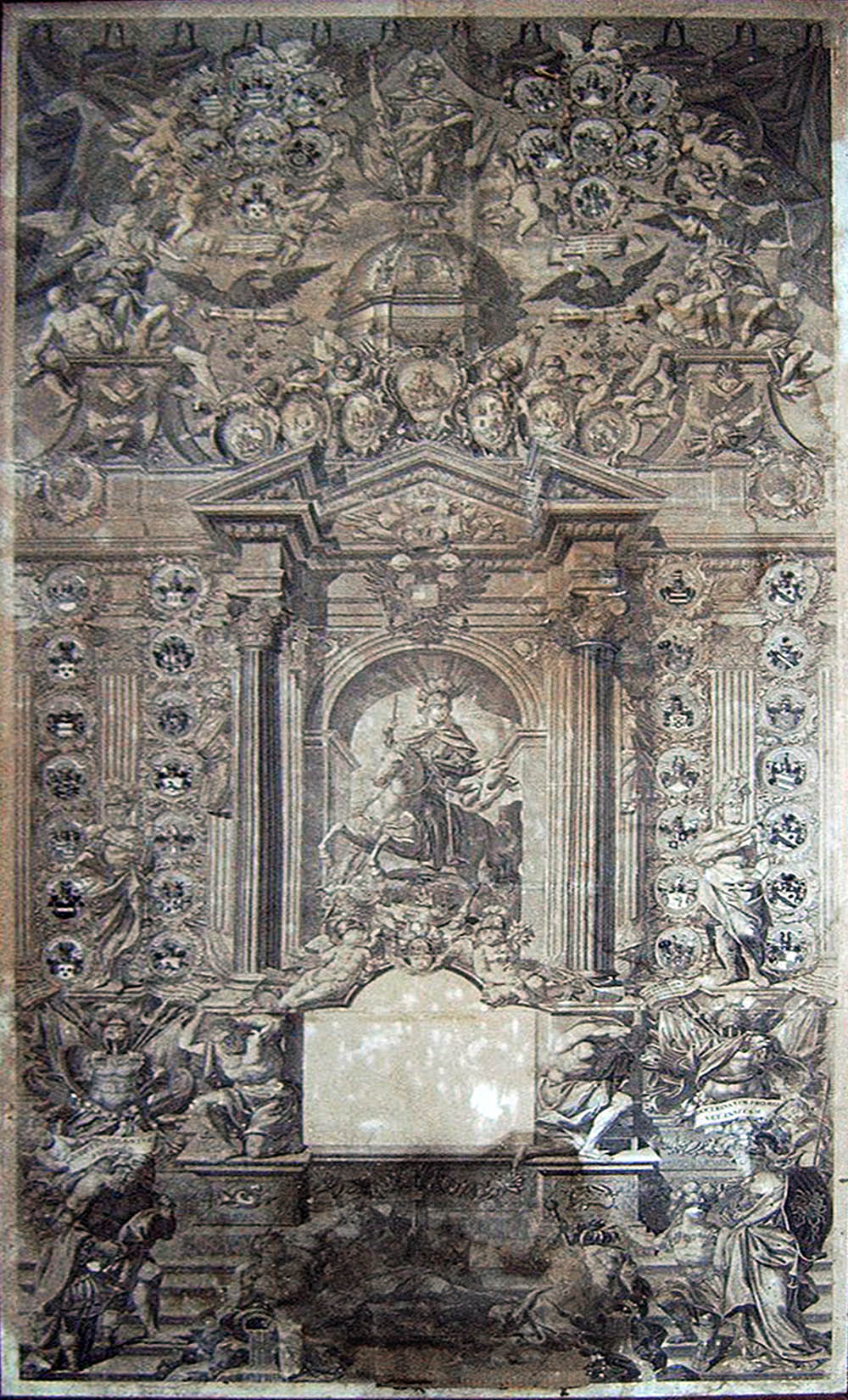
Reichesritterlicher fränkischer Kantonskalender, Archiv Burg Hornberg. Stich, 167 × 85 cm

Als Ritterkanton Steigerwald wird eine Gemeinschaft ritterlicher Adelsfamilien im Steigerwald bezeichnet, die seit dem hohen Mittelalter als Dienstmannen verschiedener Reichsfürsten in die Ministerialität aufgestiegen waren und bis zur Mediatisierung der Ritterschaft bzw. der Regionalfürstentümer zu Beginn des 19. Jahrhunderts die Lehensherrschaft über zahlreiche Ortschaften und Güter im Steigerwald und in angrenzenden Gebieten innehatten. Die reichsritterschaftlichen Fürstentümer und damit auch der Ritterkanton Steigerwald wurden 1806 aufgelöst.

## Gliederung der Ritterkreise
Die freie Reichsritterschaft in Deutschland gliederte sich seit dem 16. Jahrhundert in einen rheinischen, einen fränkischen und einen schwäbischen Ritterkreis, der sich wiederum aus verschiedenen Kantonen zusammensetzten. Der Ritterkanton Steigerwald gehörte dem fränkischen Ritterkreis an und hatte seine Kanzlei in Erlangen.

## Adelsfamilien im Kanton Steigerwald
Bis 1806 gehörten dem Ritterkanton Steigerwald folgende Adelsfamilien an:
- Berg 1529
- Bernheim 1529
- Freiherren von Bibra auf Schwebheim und Obereurheim
- Crailsheim 1529
- Dettelbach 1529
- Dobeneck 1529
- Egloffstein 1529
- Ehenheim 1529
- Frankenstein 1529
- Fuchs 1529
- Giech 1529
- Gnottstadt 1529
- Haller von Hallerstein
- Heinach 1529
- Heßberg (Freiherren) 1529
- Hutten 1529
- Freiherren von Künsperg zu Nagel auf Schernau
- Lamprecht 1529
- Laufenholz 1529
- Lochinger 1529
- Lochner
- Löffelholz von Kolberg
- Freiherren von Mauchenheim genannt Bechtolsheim auf Mainsondheim
- Milz 1529
- Neustetter 1529
- Freiherren von Pölnitz auf Aschbach
- Randersacker
- Rösch 1529
- Rusenbach 1529
- Schaumberg 1529
- Freiherren von Seckendorff auf Sugenheim und auf Mühlhausen (auch 1529)
- Seinsheim 1529
- Stiebar 1529
- Theler 1529
- Thüngfeld 1529
- Truchseß 1529
- Vestenberg 1529
- Waldenfels 1529
- Wenckheim 1529
- Wiesenthau 1529
- Winkler von Mohrenfels
- Wolf von Wolfsthal
- Zindt 1529
- Zollner von Halberg 1529

## Organisation und Verwaltung
Auch im Fall von Steigerwald bildete der Kanton den "Grundverband" der in ihm organisierten Reichsritter schlechthin. Er nahm all jene Aufgaben wahr, für die der politische Einfluss und vor allem das ökonomische Potenzial des einzelnen Rittergenossen nicht ausreichte. Daher spielte sich das genossenschaftliche Leben in erster Linie auf der Ebene des Kantons ab, der zugleich als unmittelbare Interessenvertretung seiner Mitglieder fungierte. Dazu stand an der Spitze des Ritterorts das Kantons- oder Ortsdirektorium. Dieses auch als Orts- oder Viertelvorstand bezeichnete Gremium umfasste einen Ritterhauptmann, der als "Primus inter Pares" (Mauchenheim, 1. Band, 154) mehreren Ritterräten oder Ritterdirektoren vorstand. Diese wurden wie Ersterer auf Lebenszeit bestellt.

## Ritterhauptmänner
Als Ritterhauptmänner sind überliefert:
- 1496 Hans Fuchs von Bimbach
- 1562 Velte Fuchs von Wiesentheid
- 1575 Georg Ludwig von Seinsheim
- Hans Sigmund von Crailsheim
- 1587 Theobald Julius von Thüngen
- 1602 Hans Friedrich von Crailsheim
- 1606 Hans Joachim von Stiebar († 1616)
- (1610) 1617 Joachim Christoph von Seckendorff
- 1627 Hans Christoph Stiebar von Buttenheim († 1635)
- (1629?) 1641 Joachim Christoph von Seckendorff († 1650)
- 1651 Hans Wolf von Wolfsthal
- 1652 Johann Philipp von Seckendorf
- 1671 Johann Friedrich von Lendersheim († 1678)
- 1677 Philipp Gaston Wolf von Wolfsthal
- 1717 Johann Philipp von Seckendorff
- 1723 Philipp Dietrich von Schrottenberg († 1725)
- 1727 Marquard Karl Christoph Anton von Pönitz
- 1743 Johann Wilhelm Friedrich von Seckendorff († 1770)
- 1770 Constantin von Mauchenheim gt. Bechtolsheim
- 1781 Friedrich Carl von Seckendorff († 1796)
- 1796 Leopold von Egloffstein[3]